# Возвратный глагол
Возвратность — признак, существующий в основном у глаголов, причастий и деепричастий. Указывает на направленность (или ненаправленность) называемого глаголом действия или состояния. Возвратность глаголов выражает действие, направленное на субъект.